# Ruđa
Ruđa (Servisch cyrillisch Руђа) is een plaats in de Servische gemeente Tutin. De plaats telt 103 inwoners (2002).